# SugarCRM
O SugarCRM é um produto de CRM corporativo com módulos para gerenciamento de empresas e divisões, contatos, prospects, oportunidades, ocorrências, campanhas de marketing, projetos, documentos, agenda e histórico. 
O suporte linguístico para português de Portugal tem sido disponibilizado pela empresa DRI, Platinum Partner da SugarCRM em Portugal.
O suporte linguístico para português do Brasil tem sido disponibilizado pela empresa Lampada Global, Advanced Reseller da SugarCRM no Brasil.

## Edições
O SugarCRM possui 3 edições:
- Sugar Sell (On Demand)
- Sugar Serve (On Demand)
- Sugar Enterprise (On Premise)

Cada produto deriva da mesma árvore de código. Os produtos originam na base do LAMP: Linux, Apache, MySQL e PHP, mas também funcionam em outras plataformas que podem rodar o PHP (como o Windows, Solaris e Mac OS X). O SugarCRM pode também usar o IIS como servidor web, e o SQL Server ou Oracle como alternativa de banco de dados.

## Licenciamento
A 25 de Julho de 2007, a SugarCRM tornou pública a adoção da GNU General Public License (versão 3) para o Sugar Community Edition, anteriormente designada como Sugar Open Source, tendo efeito a partir da versão 5.0, lançada no final do Verão de 2007.
As versões anteriores do Sugar Community Edition eram licenciadas sob a SugarCRM Public Licence, baseada na Mozilla Public License e Attribution Assurance License.

## Principais implementadores no Brasil
A implementação do SugarCRM no Brasil é feita através de parceiros locais, com larga experiência em CRM e especialmente com atuações em projetos de vendas, marketing e atendimento à clientes. 
Atualmente a empresa parceira com selo de Advanced Reseller é a Lampada Global Services.

## ligações externas
- WebSite SugarCRM